# Wad Madani
Wad Madani (někdy také Wad Medani) je město ve východním Súdánu. Je hlavním městem státu Gezíra. Město leží na západním pobřeží Modrého Nilu 136 kilometrů jihovýchodně od Chartúmu, hlavního města Súdánu. V roce 2008 zde žilo 428 195 obyvatel. 
Město je spojeno s Chartúmem přes železnici, díky čemuž je významným dopravním uzlem v regionu. Město je také obchodním centrem v regionu; v okolí se pěstuje, zpracovává a na místních tržištích prodává mj. bavlna, pšenice, ječmen, ale také podzemnice olejná. Vedle toho je v okolí města rozšířené pastevectví dobytka. Ve městě sídlí druhá nejvýznamnější súdánská univerzita zvaná Univerzita v Gezíře, dále zde sídlí soukromá vysoká škola Wad Medani Ahlia. 
V prosinci 2023 město dobyly v rámci Súdánské války Jednotky rychlé podpory. V lednu 2025 však město po více než roce okupace osvobodily Ozbrojené síly Súdánu. Město leží v oblasti s aridním podnebím. 